# 危機管理協会
公益社団法人危機管理協会（こうえきしゃだんほうじん ききかんりきょうかい、英語：Crisis Management Association、略称：CMA）は、武力攻撃事態等における国民の保護のための措置に関する法律（平成16年法律112号）の第4条の規定に基づく国民の避難誘導及びそれに関連する支援業務、並びに災害時の支援業務を関係官庁と密接に連携して実施することを目的としている公益法人であった。危機管理の教育及び訓練を行い、国民への危機管理等に関する知識の付与と能力の向上を図る機能があった。一般社団法人に変更されたが、活動は解散した。セミナーや啓蒙活動、被災地支援、防災検定試験等の主な活動は一般社団法人いのちを守る＠プロジェクトJAPANが継続している。

## 沿革
- 2009年6月19日 一般社団法人「危機管理協会」を設立
- 2010年3月10日 内閣総理大臣から公益社団法人を認可（名称を「公益社団法人危機管理協会」）
- 2010年4月1日 緊急募集 大学新卒者10名程度のボランティア職員の募集開始（〜4月30日）
- 2010年9月1日 危機管理主任4級のWebによる試験開始
- 2010年12月1日 危機管理主任4級の郵便による試験開始
- 2011年3月11日 東日本大震災発生。　以後現地へのボランティア活動を開始
- 2017年5月22日 解散登記の登録が完了し、事実上の活動解散

## 主な活動
1. 危機管理主任(CMA)1級から4級までの認定資格の制度化。2014年10月30日現在、1および2級の認定試験は実施されていない。また、協会ホームページに掲出の危機管理主任級別概要一覧表によるところの、4級WEB更新および、3級フォーローアップ講座受講の体制が組まれていないことから、実質的に資格を取得してから2年が経過する、これら資格取得者の資格は失効していると思われる。
2. 危機意識に対する国民の意識昂揚、啓蒙、普及のための教育訓練及びイベントの開催。
3. 日常の危険から災害、国民保護までに役立つ商品の認定。

## 役員
- 会長：長尾齊（元航空自衛隊空将補）
- 副会長：大塚惟謙（元東北管区警察局長）
- 副会長：鈴木正明（元消防庁長官）
- 専務理事：髙貝正芳
- 理事：奥野幸範（元航空自衛隊幹部）
- 理事：関口啓貴（ムーター株式会社取締役 博士（工学））
- 理事：武島正実（元航空自衛隊幹部）
- 理事：前田秀一（元海上自衛隊操縦士）
- 理事：光永忠史（コンピュータシステムコンサルタント）
- 顧問：大川豊（大川興業総裁）
- 顧問：宇野稔（物流コンサルタント）
- 監事：上村恒雄（公認会計士）

## 所在地
- 〒101-0054 東京都千代田区神田錦町2丁目9番岡田ビル201